# Ming仔
Ming仔（1984年1月14日—，本名梁嘉銘），是一名在香港的YouTuber，傳月入25萬。其作品主要有《今日freestyle》、《今日明少理》、《非南非旅》、《歐遊列國》、《單身美旅》、《單身日記》、《西澳之旅》、《愛・回加》、《日全食》和《不正常人類》等系列。

## 經歷
梁嘉銘90年代初期移民加拿大，曾就讀聖羅伯特天主教高中和约克大学。他曾在加拿大多倫多的華語電視台WOWtv工作，被移居當地的香港藝人鄭敬基發掘入行，2010年起以「Ming仔」的身分拍攝短片《每天自戀多一些》，自此成為香港YouTube網路用戶之一。2012年回流香港發展，次年鄭敬基也重返香港娛樂圈。
2015年，Ming仔曾於短片中鼓勵觀眾留言以決定拍攝題材，為期一個月，然而某觀眾提議他去澳門玩笨豬跳，Ming仔二話不說就隨即購買前往澳門的船票，再打電話預約笨豬跳，即日找數。而且從高處跳下時毫無怯場，而且說做就做的行為令很多觀眾留言「Ming jai是最成功的Youtuber」和「找數真漢子」。
為了成功入屋，近年他更涉足影視圈，先後拍攝《溝女不離三兄弟》、《小姐誘心》、《Delete愛人》等電影和《三一如三》等電視劇集，大開他的眼界。
2017年執導電影《生化藥屍》。
2018年8月8日，他於多倫多向女朋友Debbie求婚成功。
2019年11月中，Ming仔因為發布針對反對逃犯條例修訂草案運動中示威者個人看法的言論以及捐款爭議，分別引起反對修訂條例的民眾之不滿。
此外，他捐了錢給星火 ，卻在尾數時加上一元，一元通常代表帛金（用於喪禮），令人認為他暗諷星火，無疑令他火上加油。一連串的事件導致其Facebook專頁人數因此由37萬大幅下跌至24萬，YouTube（mingjai14）訂閱人數也由49.8萬跌至37.9萬。
2021 - 2022年，Ming仔個人Youtube頻道（mingjai14）開始製作"不正常人類"系列影片，內容主要利用電腦動畫和真實片段，以客觀手法敘述歷史事件，務求令觀眾激進地客觀，使他們可在短時間內吸收和了解冗長的歷史、地理知識，從而作出批判思考，發展屬於自己的個人見解。
系列推出後，Ming仔Youtube頻道（mingjai14）的訂閱人數逐步脫離負增長，由37萬回升至40逾萬。
2023年，Ming仔到以色列旅行，剛巧發生以巴衝突，在緊張及混亂的環境下成登上尾班機，在颱風小犬襲港的凌晨飛抵香港。
截止2023年1月為止，Ming仔的Youtube頻道總訂閱人數為48.4萬, 數目直迫反修例風波前。
2023年10月，Ming 仔在以色列旅遊時，剛遇上以色列—哈馬斯戰爭 ，從此發佈更多關於以哈戰爭題材的影片，吸引更多觀眾。
2024年3月，YouTube頻道（mingjai14）突破69.7萬訂閲。
2024年7-8月期間，Ming仔發布多人期待的《不正常人類》的二戰系列，吸引更多的觀眾，而且亦邀請特別嘉賓在不正常人類研究室系列詳細講解。Ming仔亦都製作《撈編》新系列，邀請到導演編劇聊天。
2025年7月7日，Ming仔Youtube頻道（mingjai14）訂閱人數為85.8萬，創歷史新高。同日，Ming仔發佈該頻道（mingjai14）最後一條vlog，並同時宣佈該頻道（mingjai14）將主要分享地理歷史等內容。其後更宣佈推出另一新Youtube頻道（Mingjai 2.0)，主要分享個人向內容。

## 演出
- 2013年
  - 《溝女不離三兄弟》飾演 馮總
- 2014年
  - 推出個人全新單曲《火鍋料理》，成為當時網絡熱話、香港人打邊爐的主題曲
- 2015年
  - 香港電台電視節目：《監警有道》飾演 阿魚
  - 香港電台電視節目：《火速救兵III》飾演 Nicky
  - 鴨王
  - 電影《宅男女神殺人狂》飾演 Ming仔
  - 電影《沒女神探》
  - 電影《小姐诱心》
- 2016年
  - ViuTV：電視劇《三一如三》第16集「谷阿食」飾演 谷阿食
- 2017年
  - ViuTV：晚吹 - Trip 精
- 2018年
  - ViuTV：晚吹 - 飛·自由
- 2020年
  - 無綫電視：一個人去旅行
  - 電影《一秒拳王》飾演 表演賽評述
- 2021年
  - 第八屆【微電影「創＋作」支援計劃（音樂篇）】《有拖冇欠》 飾演 副導演（與敖嘉年、郭爾君、黃文標等）

## 參與節目
- 2015年
  - 無綫電視：網絡挑機

## 電影製作
- 2017年
  - 生化藥屍（導演）

## 獎項
- 2024年：2023社交媒體風雲榜 - 年度風雲人物

## 外部連結
- Ming仔的Facebook專頁
- Ming仔的Instagram帳戶
- Ming仔的Threads
- YouTube上的
- 梁嘉銘在互联网电影资料库（IMDb）上的資料（英文）
- 梁嘉銘在香港影庫上的簡介